# Ranking mundial de snooker
O ranking mundial de snooker é o sistema oficial de classificação (ranking) de jogadores profissionais de snooker para determinar a qualificação automática, assim como, os demais classificados (seeding) para os torneios da World Snooker Tour, circuito profissional de snooker. É mantido pelo órgão dirigente do esporte, a World Professional Billiards and Snooker Association (em tradução livre: Associação Mundial de Bilhar e Snooker Profissional). A classificação (ranking) de um jogador é baseado em suas performances nos torneios do ranking disputados nos últimos dois anos (24 meses), sendo atualizada após cada torneio.

## História
Antes da introdução do ranking mundial, a Order of Merit era o sistema usado para classificar os jogadores profissionais de snooker. O sistema era muito simples, com posições baseadas nos resultados dos três últimos Campeonatos Mundiais: concedia cinco pontos ao vencedor do evento, quatro ao vice-campeão, três aos perdedores das semifinais e assim por diante, até um ponto para jogadores que perdiam nos últimos 16. À medida que mais torneios foram adicionados ao calendário e mais jogadores entraram no circuito na década de 1970, tornou-se cada vez mais necessário classificar os torneios. O ranking mundial foi formalmente introduzido em 1976 após o Campeonato Mundial para a temporada de 1976–77, usando os mesmos critérios do sistema anterior.
Na temporada de 1982–83, muitos outros torneios estavam sendo disputados, e parecia razoável levar esses resultados também em consideração. O Professional Players Tournament e o International Open receberam o status de evento do ranking e começaram a pontuar para o sistema, enquanto que o Campeonato do Mundo de 1983 em diante tiveram seus pontos dobrados; o Classic (chamado Lada Classic), realizado até então, como um torneio sem contar para o ranking, começou a fazer parte do calendário do ranking de 1983–84 , assim como, o Campeonato do Reino Unido e o British Open de 1984–85. A revisão do sistema era agora baseada somente nas duas temporadas anteriores e atualizado anualmente após o Campeonato Mundial. Embora as regras de atribuição de pontos tenham sofrido modificações ao longo dos anos, o sistema básico permaneceu o mesmo até a temporada de 2009–10.
Até o início da temporada de 2010–11, a lista de classificação do ranking mundial era atualizado uma vez por ano após o Campeonato Mundial. No entanto, desde então, a classificação passou a ser atualizada após cada evento pontuável do ranking, com a introdução do que podemos chamar de "pontos de atualizações" ou "pontos de revisões" (seeding cut-offs), que determinam qual das listas do ranking deve ser usada para determinar os "cabeças de chave" de eventos específicos. Outra mudança foi introduzida no início da temporada de 2014–15, quando os rankings foram alterados do sistema tradicional baseado em pontos para um calculado com base no prêmio em dinheiro (prize money) ganho na contagem dos eventos.

## Sistema de pontuação

### Sistema atual (desde 2014–15)
Todo o dinheiro do prêmio em torneios com status de evento do ranking conta para o ranking mundial oficial de um jogador. A lista de classificação baseada nos prêmios em dinheiro é calculada usando a libra esterlina e os eventos pagos em moeda estrangeira são convertidos em libras esterlinas. O dinheiro ganho em eventos do invitational, Masters, Champion of Champions ou Championship League, não são pontuáveis. O valor em libras ganho com prêmios de maior century break ou de break máximo (o famoso break de 147 pontos) também não contam para o ranking mundial de um jogador.
Em alguns eventos do ranking, embora pontuáveis, alguns jogadores que saem logo nas primeiras rodadas ou nas qualificações, recebem prêmios em dinheiro, no entanto, não pontuam para o ranking mundial.

## Sistema de atualizações
Ao contrário de outros esportes (como tênis), o ranking mundial oficial de snooker era fixo até a temporada de 2009–10, sendo atualizado somente após o final da temporada em disputa. No entanto, desde a temporada de  2010–11, o ranking mundial é atualizado após a conclusão de cada torneio pontuável para o ranking, com os pontos conquistados nas últimas duas temporadas sendo adicionados. Com isso, os rankings passaram a ser atualizados sob um sistema "cíclico" (rolling), no qual os prêmios em dinheiro ganhos durante a atual temporada são adicionados ao ranking, ao mesmo tempo que, o prêmio em dinheiro ganho em eventos correspondentes há mais de dois anos é removido. Logo, a pontuação no ranking mundial corresponde ao prêmio em libras esterlinas que o jogador ganhou em todos os torneios do ranking mundial nos últimos 24 meses.
Embora os rankings mundiais oficiais sejam atualizadas após a conclusão de cada evento, uma nova lista de classificação é elaborada em certos pontos específicos do calendário da temporada, com o intuito único de determinar os classificados ou os "cabeças de chave" para os torneios seguintes. Essa mudança no conjunto de regras passou a refletir melhor o nível atual de desempenho dos jogadores e também impede que os mesmos jogadores entrem em confronto repetidas vezes.
Para a atual temporada de 2019–20, as revisões ocorrerão após:
- Riga Masters de 2019
- International Championship de 2019
- China Championship de 2019
- World Open de 2019
- Northern Ireland Open de 2019
- UK Championship de 2019
- German Masters (para o World Grand Prix) de 2020
- Shoot Out (para o Players Championship) de 2020
- Players Championship de 2020
- Gibraltar Open (para o Tour Championship) de 2020
- China Open de 2020

## Jogadores líderes doranking
O galês Ray Reardon esteve no topo nos primeiros anos, mas os anos 80 foram dominados pelo inglês Steve Davis. Ele foi o número 1 de 1983 a 1989. O escocês Stephen Hendry igualmente dominou nos anos 90, ocupando o primeiro lugar de 1990 a 1997, além de estar no topo em 2006. De 2012–13 a 2018–19, o inglês Mark Selby estava no topo, mas seu compatriota Ronnie O'Sullivan assumiu o topo da categoria.